# María del Rosario Espinoza
María del Rosario Espinoza (ur. 29 listopada 1987) – meksykańska zawodniczka taekwondo, mistrzyni olimpijska, mistrzyni świata.
Trzy razy startowała w igrzyskach olimpijskich. W 2008 roku w Pekinie zdobyła złoty medal olimpijski w kategorii wagowej powyżej 67 kg, a rok wcześniej mistrzostwo świata w Pekinie w kategorii do 72 kg. W 2012 w Londynie zdobyła brązowy medal w kategorii wagowej powyżej 67 kg. W 2016 w Rio de Janeiro sięgnęła po tytuł wicemistrzyni olimpijskiej.
Zwyciężczyni igrzysk panamerykańskich w 2007 roku, a także wicemistrzyni tych igrzysk w 2015 roku.